# Jutta Nardenbach
Jutta Nardenbach (Bendorf, 13 août 1968 - 8 juin 2018) est une footballeuse allemande. 